# Romeo Vásquez Velásquez
El General Romeo Orlando Vásquez Velásquez (Siguatepeque, Comayagua, 20 de enero de 1957) es un político y militar (en situación de retiro) hondureño, exjefe del Estado Mayor Conjunto de las Fuerzas Armadas de Honduras, directamente involucrado en el Golpe de Estado en Honduras de 2009. Graduado de la XV Promoción de fecha 21 de diciembre de 1975, de la Academia Militar de Honduras General Francisco Morazán y la Escuela de las Américas. Está casado con Lícida Zelaya Lobo, originaria del departamento de Olancho, y es padre de cinco hijos.

## Formación Académica
- Estudios Primarios y Secundarios: Escuela Luis Landa e Instituto Genaro Muñoz Hernández: Siguatepeque, Comayagua.
- Grado de Subteniente y Bachiller en Ciencias y Letras.
- Comando y Plana Mayor.
- Capacitación para Ejercer Liderazgo a Nivel de Comandante de Compañía.
- Diplomado de Comando y Estado Mayor,
- Diplomado de Defensa y Desarrollo Nacional.
- Licenciatura en Administración y Ciencias Militares: Universidad de Defensa de Honduras (UDH).
- Estudio de Ciencias Políticas: Colegio Fu Hsing Kang (Taiwán).
- Estudios de Administración, Finanzas y Mercadeo: Instituto Tecnológico de Estudios Superiores de Monterrey, México.
- Estudios Superiores en Alta Gerencia: Universidad Nacional Autónoma de Honduras.
- Máster en Defensa y Seguridad: Universidad de El Salvador.

## Golpe de Estado de Honduras de 2009
El entonces jefe del Estado Mayor Conjunto, Romeo Vásquez Velásquez fue cesado el 25 de junio de 2009 por el presidente José Manuel Zelaya Rosales después de que se negara a ordenar al ejército el reparto de material electoral destinado a la realización de una encuesta, aspecto que fue considerado inconstitucional por la Corte Suprema y el Congreso Nacional. La destitución despertó el apoyo de los comandantes del Ejército, Miguel Ángel García Padgett; de la Fuerza Aérea, Luis Javier Prince; de la Fuerza Naval de Honduras, Juan Pablo Rodríguez y el ministro de Defensa, Edmundo Orellana Mercado, que dejaron sus cargos por no estar de acuerdo con la consulta de la “cuarta urna”.
Sin embargo, los cinco magistrados de la Corte Suprema de Justicia de Honduras actuaron unánimemente en un fallo a favor del jefe del Estado Mayor, rehabilitándolo en su cargo antes del mediodía del día siguiente (estando poco menos de 14 horas fuera de su cargo) después de su destitución, declarada inconstitucional. Dicha resolución cita el artículo 40 de la Ley Constitutiva de las Fuerzas Armadas, en el decreto 39-2001, que establece que: “El jefe del Estado Mayor Conjunto tendrá una duración de tres años en su cargo y sólo será removido por renuncia, incapacidad absoluta, inhabilitación del cargo por sentencia firme y pérdida o suspensión de la ciudadanía decretada por autoridad competente de conformidad con la ley y por finalizar su tiempo de servicio activo en las FFAA”.
En una entrevista dada a La Tribuna el 8 de agosto del 2009, Vásquez Velásquez afirmó que “El Jefe del Estado Mayor Conjunto de las Fuerzas Armadas, tiene el deber de hacer que se cumpla la Constitución y sus leyes; nosotros sólo hicimos lo que manda la ley, sobre la base de las órdenes del Poder Judicial”, en referencia a la detención y expulsión del exmandatario, ya que todos los poderes del Estado habían declarado la “cuarta urna” ilegal. El Jefe del Estado Mayor Conjunto aseguró que la extradición de Zelaya era por seguridad nacional, pues según su opinión, existía riesgo de un estallido de violencia si era trasladado a una cárcel o base militar.
Aunque todas las instituciones del Estado de Honduras que estaban en vigencia durante el periodo de Manuel Zelaya consideraron la salida de Zelaya como una sucesión constitucional, amparándose en el artículo 239 de la Constitución de Honduras, el gobierno resultante de la acción militar no fue reconocido por país alguno y fue condenado por la comunidad internacional, como golpe de Estado.

## Hondutel
El 9 de marzo de 2010 fue nombrado como gerente de Hondutel, la Empresa Hondureña de Telecomunicaciones.
La Empresa quebró durante su administración. El 17 de enero de 2013 anuncia públicamente su renuncia a ese puesto, con el propósito de aceptar la nominación a la Presidencia de la República de Honduras propuesta por el partido Alianza Patriótica Hondureña.

## Candidato presidencial
Romeo Vásquez Velásquez fue candidato presidencial en los comicios de 2013, 2017 y en las de 2021, por el partido Alianza Patriótica .

## Caso judicial
En marzo de 2025, fue incluido en la lista de los diez fugitivos más buscados de Honduras, de acuerdo con la Policía Nacional y la oficina de Interpol en el país. El Ministerio Público emitió una orden de captura en su contra por su supuesta participación en el asesinato de Isy Obed Murillo y la tentativa de asesinato de Alex Roberto Zavala, ocurridos durante las manifestaciones posteriores al golpe de Estado de 2009, cuando Vásquez Velásquez era jefe del Estado Mayor Conjunto.
Además, enfrenta cargos por lavado de activos, luego de que salieran a la luz videos en los que presuntamente aparece recibiendo dinero de integrantes del cartel de Los Cachiros. Tras no presentarse a una audiencia judicial, se le revocó el arresto domiciliario y se desconoce su paradero. El gobierno hondureño ha ofrecido una recompensa de hasta 3.5 millones de lempiras por información que conduzca a su captura.
En un pronunciamiento público, Vásquez Velásquez negó los cargos y afirmó ser víctima de persecución política por su participación en los hechos de 2009. El caso ha generado debate público en Honduras sobre la justicia transicional y el uso de acciones judiciales con posibles motivaciones políticas.